# حاييم شيبا

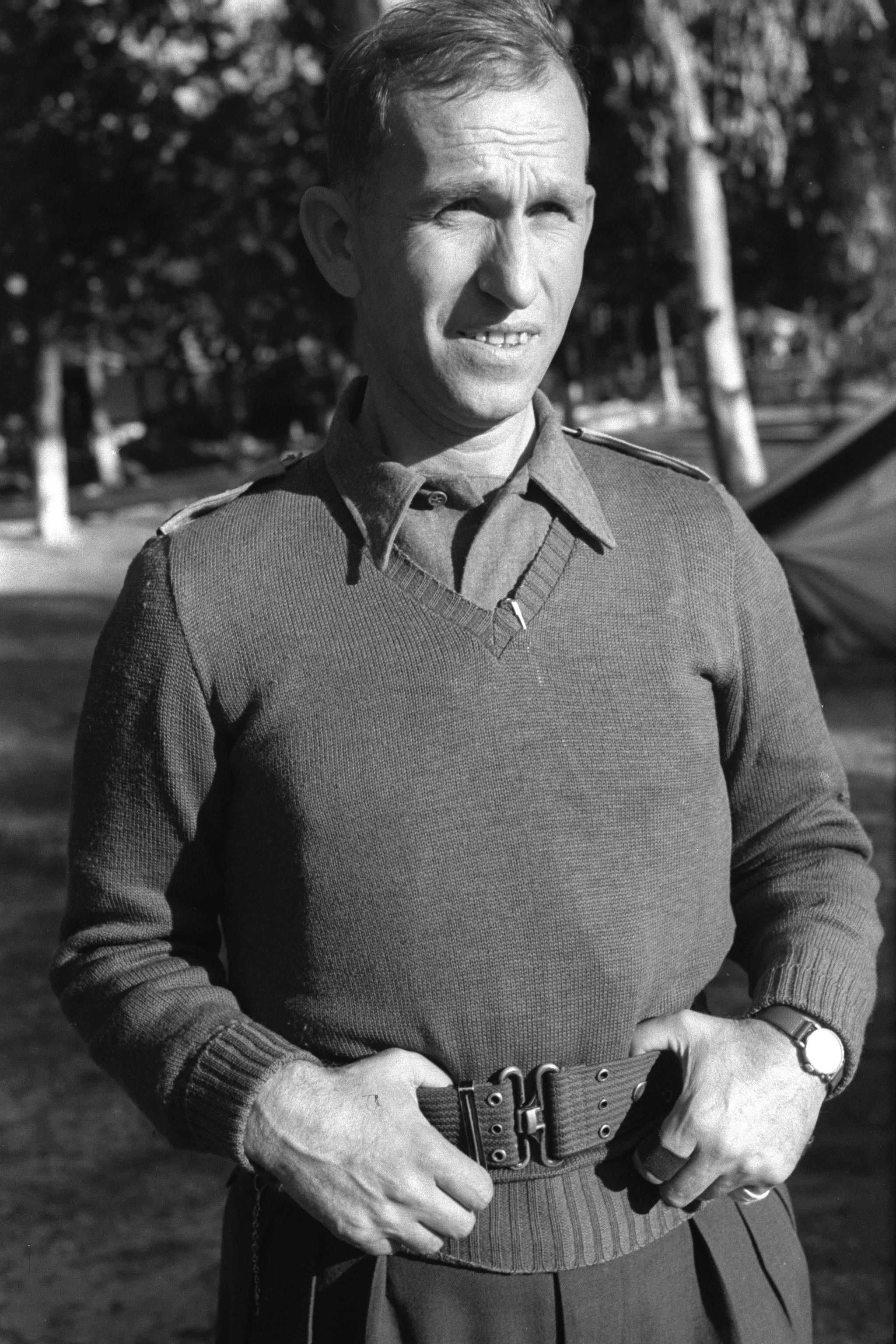
حاييم شيبا، 1948

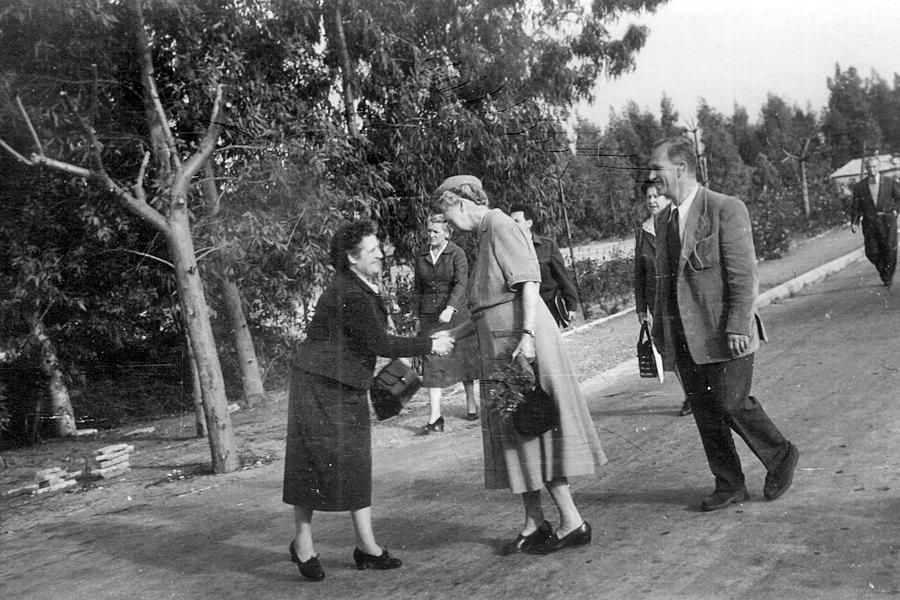
حاييم شيبا (على اليمين) أثناء مرافقته لـ إليانور روزفلت أثناء زيارتها لمركز شيبا الطبي

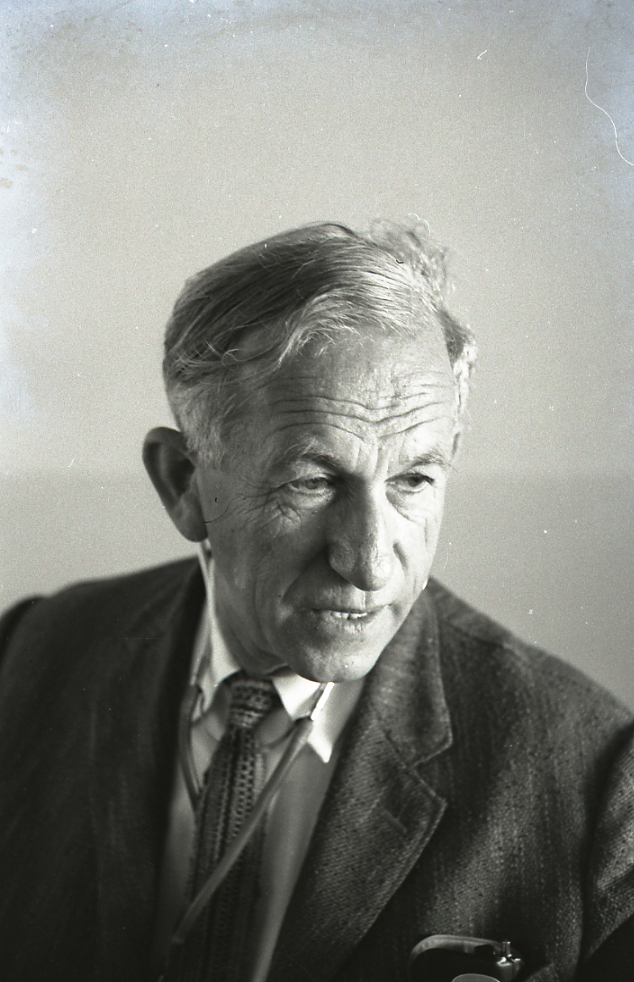
شيبا، 1967 - بعدسة بوريس كارمي. والصورة من مجموعة ميتار، مكتبة إسرائيل الوطنية

حاييم شيبا (بالعبرية: חיים שיבא‏) (من مواليد 1908 - وتوفي في 10 يوليو 1971) طبيب إسرائيلي شهير، أسس مركز شيبا الطبي أكبر مستشفى في إسرائيل،  ويقع في مدينة تل أبيب.
حصل على جائزة إسرائيل في الطب في عام 1968.

## حياته
ولد حاييم شايبر (فيما بعد شيبا) في فراسين بالقرب من مدينة غوراهومورا في منطقة بوكوفينا التي كانت حينها جزءا من الإمبراطورية النمساوية المجرية (وتقع حاليا في إقليم سوتشيافا في رومانيا). وولد في عائلة شايبر وهي عائلة يهودية حسيدية. وفي طفولته درس في مدرسة دينية (هيدر) وهي مدرسة للدراسات الدينية فقط. ثم التحق مباشرة بالصف الثامن في مدرسة علمانية. وكان متأثرا بجده حينما قرر دراسة الطب في تشيرنوفتسي، ثم أكمل تلك الدراسة في فيينا في ديسمبر 1932. وهاجر إلى فلسطين تحت الانتداب في بداية عام 1933.
وتوفي شيبا عام 1971 بنوبة قلبية.

## عمله الطبي
عمل كطبيب ريفي حتى عام 1936 ثم في مركز رابين الطبي (مستشفى بيلينسون). وفي عام 1942، التحق باللواء اليهودي كطبيب، ثم وانضم إلى منظمة الهاجاناه المسلحة عام 1947. ومن عام 1948 إلى عام 1950، تولى قيادة الفيلق الطبي في الجيش الإسرائيلي، وأصبح مديرًا عامًا لوزارة الصحة بعد تركه للجيش الإسرائيلي. وشغل هذا المنصب حتى عام 1953، عندما انتقل ليصبح مديرًا لمستشفى «تل هاشومير» (المعروف حاليا باسم مركز حاييم شيبا الطبي، والذي سمي على شرفه).
عمل حاييم شيبا أيضا في السلك الأكاديمي فعمل من عام 1949 أستاذًا للطب في الجامعة العبرية في القدس. وكان أحد مؤسسي كلية الطب بجامعة تل أبيب وشغل منصب نائب رئيس تلك الجامعة. كما ساعد في إنشاء كليات الطب في القدس وحيفا.
وخلال فترة عمله كمدير عام، كان شيبا مسؤولاً عن إدارة تفشي مرض سعفة الرأس. وكان العلاج المنهجي في ذلك الوقت يتضمن تصوير منطقة الرأس بالأشعة السينية. لكن تم اكتشاف أن هذا العلاج ضار في النهاية، وتحول هذا الحدث مصدرًا للجدل.

## جوائز
حصل على العديد من الجوائز الوطنية منها:
جائزة إسرائيل في الطب في عام 1968. 